# Georg Rhete
Georg Rhete (zur Unterscheidung von seinem gleichnamigen Enkel auch Georg Rhete der Ältere; Herkunft unbekannt; † 15. Februar 1586 in Stettin) war ein deutscher lutherischer Theologe und Buchdrucker. Er war einer der beiden ersten Buchdrucker im Stettin des 16. Jahrhunderts.

## Leben und Leistungen
Georg Rhete studierte in Frankfurt (Oder) und war ab 1573  Subdiakon und Küster an der Stettiner Marienkirche. Von 1581 bis zu seinem Tode versah er das Amt des Pfarrers an der Peter-und-Paul-Kirche. Er war verheiratet mit Anna Ramelow, einer Bürgermeistertochter aus Treptow.
Nach einer Überlieferung soll er 1569 gemeinsam mit Andreas Kellner († 1591) die erste Buchdruckerei in Stettin eingerichtet haben, nach einer anderen Überlieferung begann er sein Gewerbe erst im Jahre 1577. Der erste bekannte Druck Rhetes stammt aus dem Jahre 1577, es war ein Büchlein über Kometen. Im Übrigen stellte Rhete insbesondere Kalender her. Georg Rhete starb bereits einige Jahre nach der Eröffnung seiner Druckerei. Angaben der Leichenpredigt seines Sohns Joachim zufolge hat sich Georg Rhete das Buchdruckerhandwerk selbst beigebracht.

## Druckerei
Die Druckerei wurde nach dem Tode Georg Rhetes von seinen Erben fortgeführt, zuerst von seinem Sohn Joachim Rhete (1566–1611). Nach einigen Besitzwechseln ging das Geschäft 1829 an Franz Hessenland über, der es unter seinem Namen weiterführte und darin ab 1835 die Ostseezeitung herausgab.
Georg Rhete der Jüngere (1600–1647), Sohn von Joachim Rhete, wirkte als Buchdrucker und Verleger in Danzig.